# ク・ナウカ
ク・ナウカ シアターカンパニー（Ku Na'uka theatre company）は、日本の劇団。
宮城聰を中心として、美加理、阿部一徳、吉植荘一郎らによって1990年に結成。2003年の『マハーバーラタ』で第3回朝日舞台芸術賞を受賞。
「語る」俳優=speakerと「動く」俳優=moverに分かれており、主な登場人物はすべて、二人一役で演じられる。
2007年に活動休止。
俳優の成河が「ク・ナウカにも惹かれていました」「美加里さんにあこがれていました」と言っていた。

## 主な公演

### 国内公演
- ハムレット（1990、青山円形劇場）
- トゥーランドット（1992、ラ・フォーレミュージアム原宿）
- サロメ（1993、利賀野外劇場）- 利賀フェスティバル
- 天守物語（1996、湯島聖堂 中庭）
- オイディプス王（2000、東京都庭園美術館 西洋庭園）
- 熱帯樹（2000、旧細川侯爵邸・和敬塾）- 千年文化芸術祭優秀作品賞受賞
- マクベス（2002、新利賀山房）- 利賀フェスティバル2002
- 欲望という名の電車（2002、ザ・スズナリ）- 東京国際芸術祭
- トリスタンとイゾルデ（2003、静岡芸術劇場 SPAC）
- アンティゴネ（2004、東京国立博物館 本館前・野外特設舞台）
- マハーバーラタ（2003、東京国立博物館 東洋館）- 第3回朝日舞台芸術賞受賞[1]
- 王女メデイア（2005、東京国立博物館 本館特別5室）
- ク・ナウカで夢幻能な「オセロー」（2006、東京国立博物館 日本庭園）

### 海外公演
- サロメ（1993、韓国・釜山 釜山文化会館）
- 日仏西合作サロメ（1996、スペイン・シチェス エスパイ・メディテラニ）- シチェス国際舞台芸術祭招待作品
- 天守物語（1999、チベット・ラサ ノルブリンカ宮）
- 天守物語（2000、エジプト・カイロ オペラハウス野外劇場）- 第12回カイロ国際実験演劇祭招待作品
- 王女メデイア（2001、ロシア・モスクワ メイエルホリド・シアター・センター）
- 王女メデイア（2001、モロッコ・ラバト 国立ムハンマド5世劇場）- ラバトフェスティバル招待作品
- 王女メデイア（2001、イタリア・ローマ テアトロ・ヴァッシェーロ）
- 王女メデイア（2002、ベトナム・フエ 阮朝王宮調和殿・野外劇場）- フエ・フェスティバル2002招待作品
- 王女メデイア（2002、シンガポール UCCホール）- シンガポール・アーツフェスティバル2002招待作品
- 天守物語（2003、アメリカ・ニューヨーク ジャパン・ソサエティ）
- アンティゴネ（2004、ギリシャ・デルフィ デルフィー古代競技場）- 第12回古代ギリシア劇世界会議招待作品
- マハーバーラタ（2005、インドネシア・ジョグジャカルタ ボコの丘）
- マクベス（2005、韓国・ソウル 韓国国立劇場）
- トロイアの女（2005、中国・寧波 鄞州文化芸術中心大劇院）- 梁正雄共同演出
- オセロー（2006、インド・ニューデリー カマニ劇場）- 全インド演劇祭招待作品
- マハーバーラタ（2006、フランス・パリ ケ・ブランリー国立美術館）- 同ホール 杮落公演